# 深深感谢你
深深感谢你-周深2023演唱会感谢专场是歌手周深的一场个人演唱会，于2023年8月19日19:00在北京凯迪拉克中心举行。

## 概述
“深深感谢你”以周深出道9周年为契机，从最初在直播间使用的名字“卡布”开始，将周深音乐之路上成长至今的点点滴滴融入其中。演唱会于2023年8月10日官宣，8月13日售票，8月19日19:00于北京凯迪拉克中心举行。
演唱会由《缘起》的吟唱开场，然后有一段周深给粉丝的信，接下来从“卡布”的翻唱歌单开始，演唱到周深出道至今比较受欢迎的一些歌曲，及遗珠歌曲。在最后的安可段，还演唱了由粉丝团体“少管我合唱团”为周深创作的应援曲。演唱会不仅舞台灯光变换，观众的中控手环也会随着歌曲不断变换颜色。
“深深感谢你”演唱会由郑楠担任音乐总监，大晶小怪工作室导演，腾讯音乐娱乐集团出品，新浪微博担任独家宣发合作伙伴，在大麦、猫眼、票星球、纷玩岛四个平台售票。演唱会由多个团队共同创作，获得了多方支持。刘同、钱雷等好友亦到场支持。

## 歌单
周深现场共演唱了24首歌曲：
1. 《缘起》

2. 《Tik Tok》

3. 《化身孤岛的鲸》

4. 《Let It Go》

5. 《欢颜》

6. 《玫瑰与小鹿》

7. 《大鱼》

8. 《可它爱着这个世界》

9. 《梅香如故》

10. 《若梦》

11. 《触不可及》

12. 《像鸟儿一样》

13. 《望》

14. 《起风了》

15. 《达拉崩吧》

16. 《天堂岛之歌》

17. 《悬崖之上》

18. 《光亮》

19. 《时结》

20. 《花开忘忧》

21. 《人是＿》

22. 《不想睡》

23. 《以光相赴（粉丝应援曲）》 （安可曲）

24. 《我只在乎你》 （安可曲）

歌曲间隙穿插了多个VCR，并有乐手、和声们的单独表演时段。

## 创作者
由演唱会宣传海报及演唱会现场周深的感谢名单整理：
- 演唱：周深
- 音乐总监：郑楠
- 导演组：大晶小怪导演工作室
- 乐手：老师们
- 和声：老师们
- 舞团：SDT舞蹈天团
- 视觉制作：辉动力创意视觉
- VCR制作：汉星文化传媒
- 音响团队：X-Team
- 灯光团队：上海  文化传媒工作室
- 导播团队：北京赛加文化传媒有限公司
- 统筹：北京杨门将人文化传播有限公司
- 出品：腾讯音乐娱乐集团
- 主办：TMElive腾讯音乐超现场
- 联合主办：周深工作室、北京时代立方文化传播有限公司
- 场地：北京凯迪拉克中心
- 安防：北京市公安局海淀分局、海淀区消防支队
- 主管单位：北京市海淀区文化旅游局
- 音乐推广平台：QQ音乐、酷狗音乐、酷我音乐、全民K歌
- 首席社交媒体平台：微博
- 独家宣发合作伙伴：微博音乐、新浪音乐、微博演出、新浪演出
- 票务总代理：大麦
- 票务伙伴：美团猫眼、纷玩岛、票星球
- 特别支持：蓝色激光扫描、高德打车

## 反响
演唱会当天及其后，周深微信指数连续三天超过2亿。
演唱会登上腾讯音乐娱乐集团2023年第三季度财报：“携手周深打造其出道9周年线下演唱会，用户反响热烈，开票即售罄。”